# Vodni park Munsu
Vodni park Munsu (korejsko: 문수 물놀이 장) je državni vodni park, ki se nahaja na vzhodu Pjongčanga v Severni Koreji in je bil za javnost odprt novembra 2013. Park pokriva površino 15 hektarjev (37 hektarjev) z notranjimi in zunanjimi dejavnostmi, ki so na voljo vse leto.